# II. Tiridatész pártus király
II. Tiridatész pártus király Kr. e. 30-tól Kr. e. 25-ig.
A Pártus Birodalom egyik Arszakida hercegeként született; egy lázadás élére állva letaszította a trónról IV. Phraatészt. A király a nomád szakáknál talált menedéket, majd Kr. e. 30-ban visszatért. Tiridatész ekkor Szíriába menekült, de túszként magával hurcolta Phraatész fiát. Augustus római császár a fiút kiadta Phraatésznek, Tiridatészt azonban nem.
Kr. e. 26 tavaszán Tiridatész sikertelen hadjáratot indított Mezopotámia ellen, és feltehetően csak Kr. e. 25 elején sikerült bevonulnia; ezek után a hispániai ügyekkel elfoglalt Augustus már nem vette hasznát.